# (25236) 1998 UT6
(25236) 1998 UT6 est un astéroïde de la ceinture principale d'astéroïdes découvert en 1998.

## Description
(25236) 1998 UT6 a été découvert le 18 octobre 1998 à l'observatoire Gekko, situé à Shizuoka (Japon), par Tetsuo Kagawa.

### Caractéristiques orbitales
L'orbite de cet astéroïde est caractérisée par un demi-grand axe de 2,94 UA, un périhélie de 2,61 UA, une excentricité de 0,11 et une inclinaison de 1,71° par rapport à l'écliptique. Du fait de ces caractéristiques, à savoir un demi-grand axe compris entre 2 et 3,2 UA et un périhélie supérieur à 1,666 UA, il est classé, selon la JPL Small-Body Database, comme objet de la ceinture principale d'astéroïdes.

### Caractéristiques physiques
(25236) 1998 UT6 a une magnitude absolue (H) de 14,4 et un albédo estimé à 0,261.